# Esther Ralston
Esther Ralston (ur. 17 września 1902, zm. 14 stycznia 1994) – amerykańska aktorka filmowa i telewizyjna.

## Filmografia
Seriale
- 1947: Kraft Television Theatre
- 1952: Broadway Television Theatre
- 1962: Our Five Daughters jako Helen Lee

Filmy
- 1915: Głęboka purpura
- 1922: Daring Danger jako Ethel Stanton
- 1924: Karuzela małżeńska jako panna Hofer
- 1924: Piotruś Pan jako Pani Darling
- 1927: Dziesięć nowych przykazań jako Kitty O'Day
- 1937: As Good as Married jako Miss Danforth
- 1940: Doki San Francisco jako Frances March

## Wyróżnienia
Posiada swoją gwiazdę na Hollywoodzkiej Alei Gwiazd.